# Poecilodryas
Poecilodryas, es un género de Ave Passeriformes de la familia de los Petroicidae, tiene seis especies reconocidas científicamente.

## Especies
- Poecilodryas albonotata (Salvadori, 1875)
- Poecilodryas brachyura (Sclater, 1874)
- Poecilodryas cerviniventris (Gould, 1858)[3]
- Poecilodryas hypoleuca (Gray, 1859)
- Poecilodryas placens (Ramsay, 1879)
- Poecilodryas superciliosa (Gould, 1847)